# Ключі Царства Небесного

Ключі Царства Небесного на Папському гербі

Клю́чі Ца́рства Небе́сного (лат. Claves Regni Caelorum) — у християнстві атрибут апостола Петра, першого Папи Римського, що символізує його владу в Церкві. Походить від слів Ісуса Христа, адресованих Петру, після того як той визнав його за Месію і Сина Божого:  «І ключі тобі дам від Царства Небесного, і що на землі ти зв'яжеш, те зв'язане буде на небі, а що на землі ти розв'яжеш, те розв'язане буде на небі!» (Мат 16:19). Згадуються у працях Отців Церкви та схоластіиків. У європейському живописі, іконописі, скульптурі й геральдиці алегорично уособлюють Петра, його владу або владу права. Присутні у вигляді двох схрещених ключів на гербах римських пап, Святого Престолу, держави Ватикан, гербі Лейдена тощо. Інші назви — ключі святого Петра, небесні ключі, ключі влади тощо.

## У культурі
Література
- Герасим Смотрицький. «Ключ царства небесного» (1587).
- Арчибальд Кронін. «Ключі від Царства Небесного» (1941).

Кіно
- Ключі від царства небесного (1944)

Живопис
- Вручення ключів апостолу Петру

## Галерея

Держава Ватикан
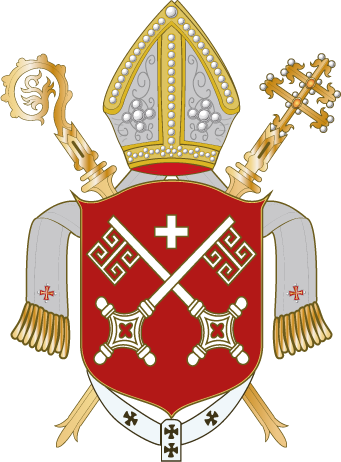
Бременське архієпископство
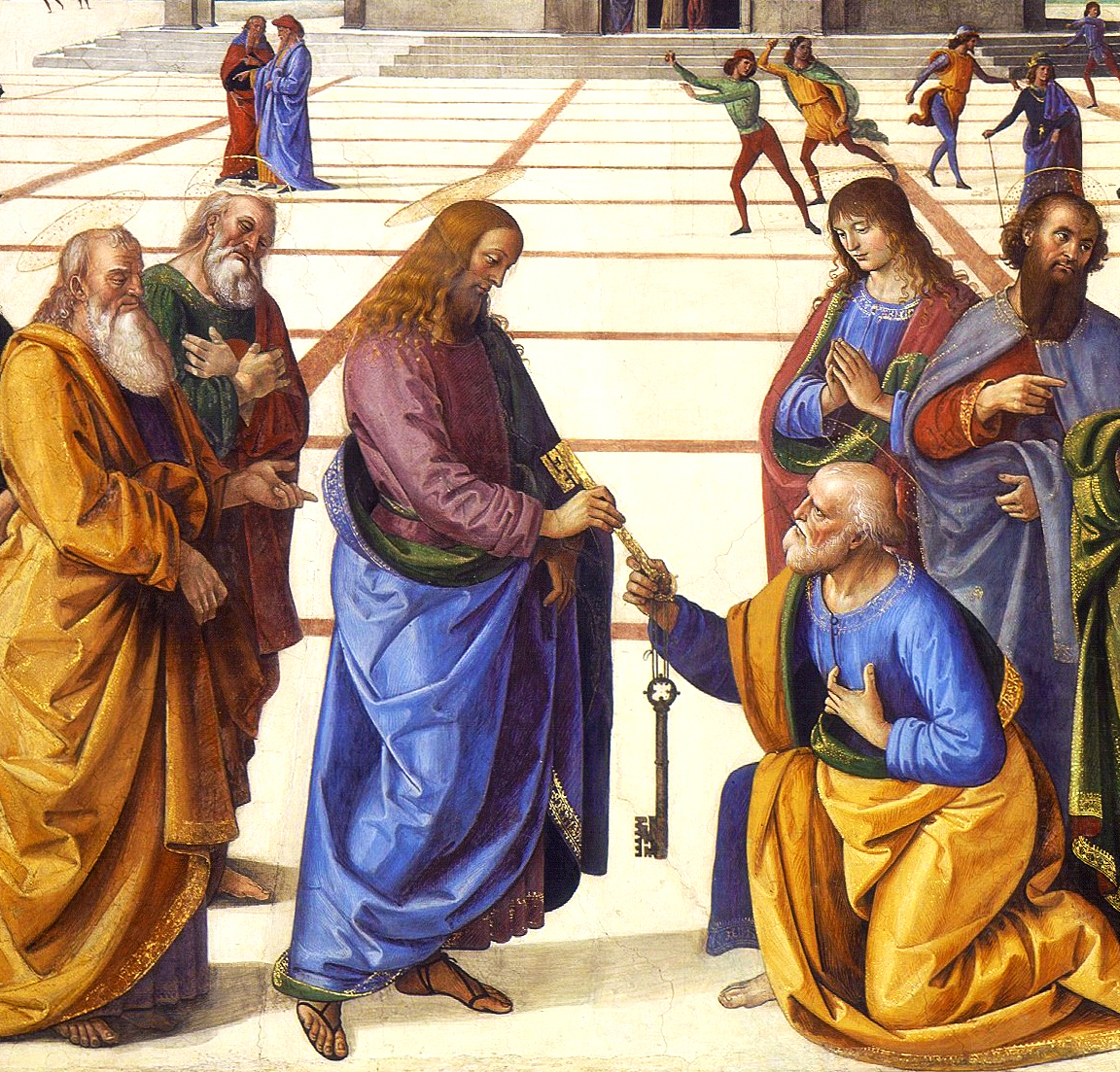
Ісус дає ключі Петру
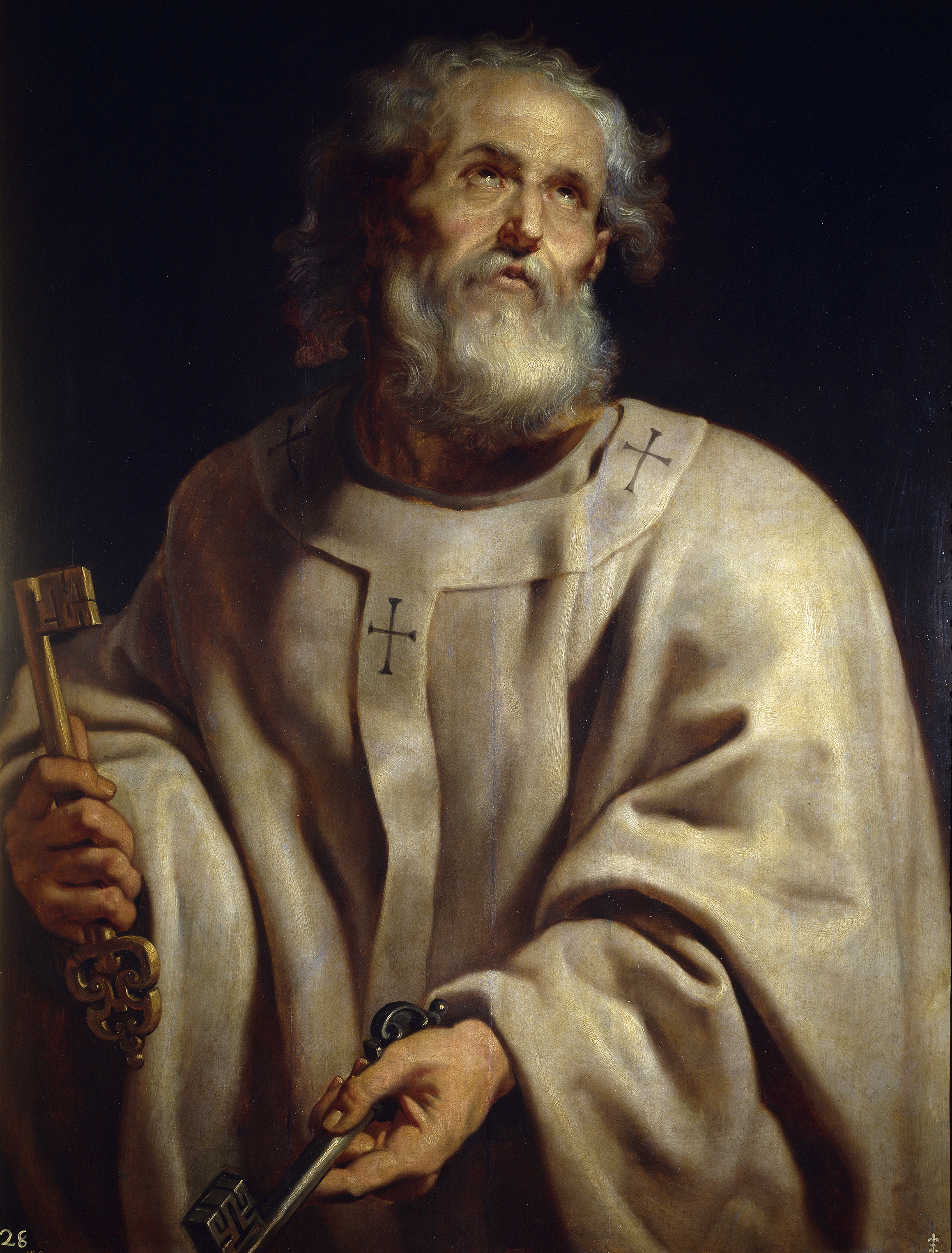
Петро з ключами
Лейден